# فیامتا چیکونیا
فیامتا چیکونیا (ایتالیایی: Fiammetta Cicogna؛ زادهٔ ۱۷ مهٔ ۱۹۸۸) بازیگر، مجری تلویزیون و مدل اهل ایتالیا است.
از فیلم‌ها یا مجموعه‌های تلویزیونی که وی در آن‌ها نقش داشته است، می‌توان به طعم تو و تعطیلات در مریخ اشاره نمود.